# Johann Friedrich Czekelius
Johann Friedrich Czekelius von Rosenfeld, magyaros írásmóddal Czekelius János Frigyes (rosenfeldi) (Nagyszeben, 1739. április 19. – 1809. szeptember 4.) erdélyi kormányszéki tanácsos.

## Élete
Johann Czekelius von Rosenfeld nagyszebeni polgármester fia volt. Iskoláit szülővárosában végezte, később 1761-ben az erlangeni egyetemen folytatta tanulmányait; ezután szülővárosában előbb tanácsjegyző, aljegyző, 1773-ban tartományi jegyző s 1777-ben városi tanácsos lett. 1781-ben Nagyszebenszék bírájává s 1783-ban Nagyszeben város, majd szász tartományi polgármesterré választották. 1786-ban II. József császár kormányszéki tanácsossá nevezte ki. 1790-ben az alkotmány visszaállításával ismét elfoglalta polgármesteri hivatalát és II. Lipót királytól erdélyi kormányszéki tanácsosi címet nyert. 1796. április 18. kelt leiratban a kormány ellen elkövetett állítólagos lázító törekvései miatt hivatalától megfosztották. Később a vádakat megcáfolta, de már 1808-ban agyvérzést kapott, s egy évre rá meghalt.

## Munkái
- Ueber das Amt und die Würde eines Provinzial-Bürgermeisters in der siebenb.-sächsischen Nation (Siebenb. Quartalschrift IV)
- Statistische Erörterung der Frage: Ob die in der siebenbürgischsächsischen Nation bei den Magistraten angestellten Civilbeamten, im Fall sie zum Dienst unfähig werden, aus dem kön. Aerar, oder irgend einer Landes-Cassa einen Gnadengehalt beziehen, oder ob sie überall gar keiner Pension fähig seien? (Siebenb. Provinzialblätter II.)
- Etwas über Witwen und Waisen-Cassen (Siebenb. Provinzialblätter II.)
- Előszó Martin Felmer Primae lineae historiae Transsylv. című munkájához (Nagyszeben, 1780)

Kéziratban maradtak: 
- Diarium, sub Nr. I. Negotiorum apud. caes. regiam majestatem Leopoldum I. per deputationem regnicolarem Transylvaniae a. 1692
- Viennae gestorum, concinnatum a Joanne Zabanio export nobilitato Sachs de Harteneck eotum notario provinciali nationis Saxonicae (Harteneck naplója 1692. aug. 25-től 1693. jún. 11-ig)
- Diarum sub Nr. II. De gestis in aula Viennensi sub gloriosissimis imperatoribus Leopoldo II. et Francisco II. per deputatos Transylvaniae regnicolares a. 1792 negotiis conscriptum per J. F. Rosenfeld (Czekelius naplója 1792. febr. 18-tól 1795. márc. 28-ig)